# حزب سبز بلغارستان
حزب سبز بلغارستان (بلغاری: Зелена партия، آوانگاری: Zelena partiya) یک حزب سیاسی طرفدار محیط زیست در بلغارستان است. این حزب در سال ۱۹۸۹ در صوفیه توسط الکساندر کاراکاچانوف ایجاد شد که مدتی بعد رئیس حزب گردید.

## تاریخچه
حزب سبز در روز ۲۸ دسامبر ۱۹۸۹ توسط الکساندر کاراکاچانوف تأسیس گردید.